# Peratata
Peratata  este un oraș în Grecia în prefectura Kefalonia.